# Swartzia huallagae
Swartzia huallagae är en ärtväxtart som beskrevs av D.R.Simpson. Swartzia huallagae ingår i släktet Swartzia och familjen ärtväxter. Inga underarter finns listade i Catalogue of Life.